# Hundkött

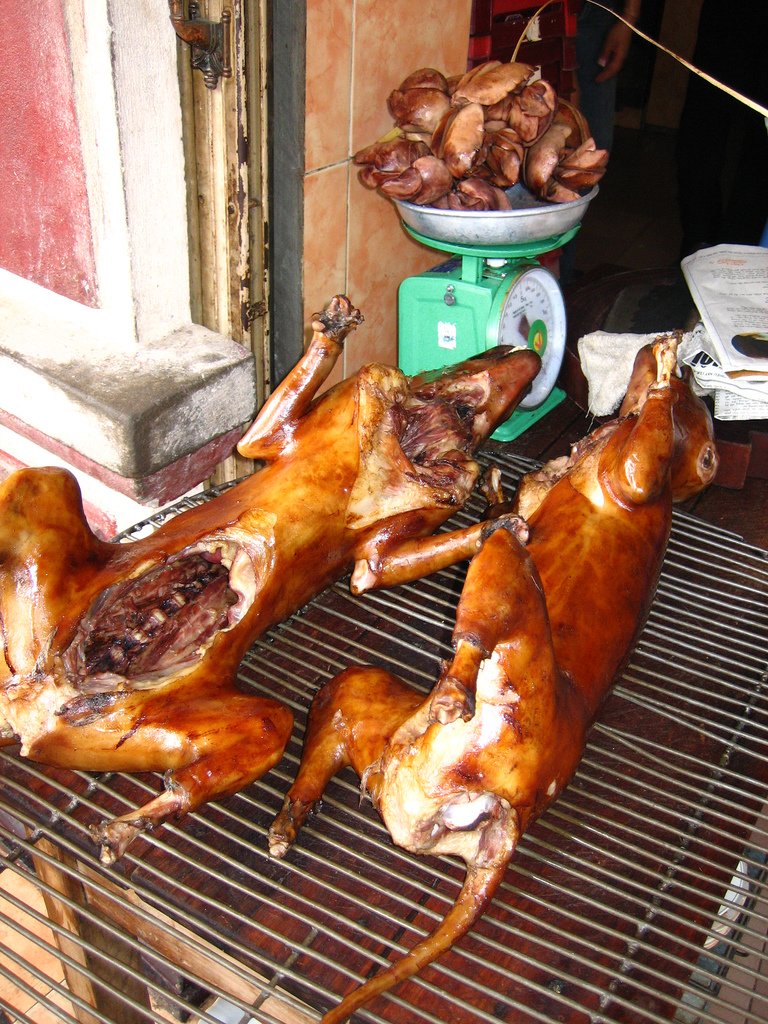
Hundar på en grill.

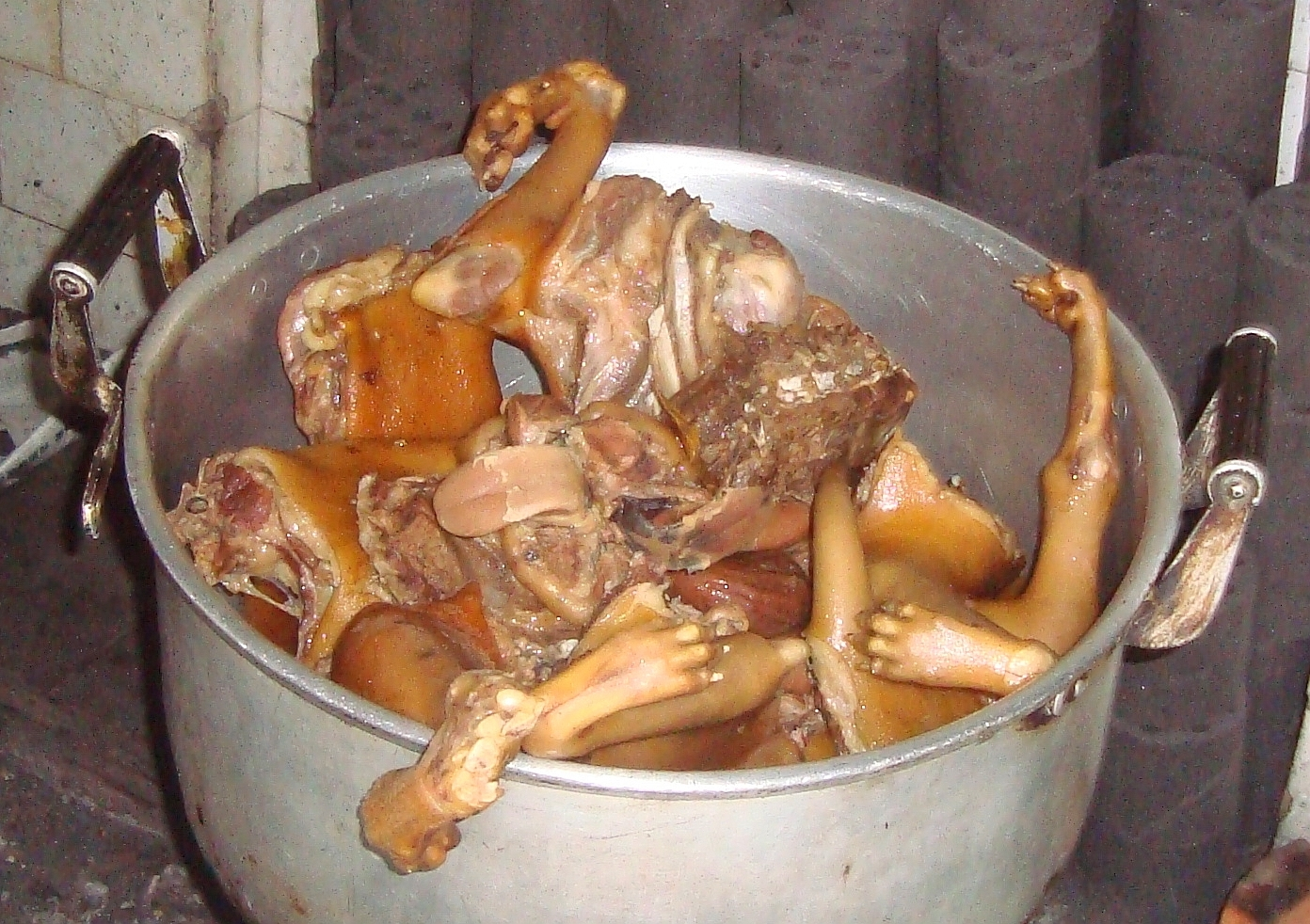
Hundkött.

Hundkött är kött av hundraser som föds upp och slaktas för att sedan ätas inom vissa kulturer främst i Asien (Kina, Korea och Vietnam) och vissa länder i Afrika, bland annat Nigeria. Inom de kulturer där hundar anses vara sällskapsdjur är det vanligtvis tabu att äta hundkött. I de länder där hundkött ätes anses rätten vara en delikatess och äts oftast vid festliga tillfällen.

## Hundätarfestivalen i Yulin
Den sydkinesiska staden Yulin är särskilt känd för sin hundätarfestival, som hållits i staden i juni månad sedan 1990 för att fira sommarsolståndet. Enligt lokal folktro skall hundkött hjälpa till med att fördriva kroppens kyla inför sommaren.  Vid festivalen slaktas omkring 10 000 hundar och steks hela på en kolbädd.

## Kritik
Kritiker av att hundkött används som föda hävdar ofta att hundar är kännande varelser och vänliga mot människor, eller att slaktmetoderna är alltför grymma.